# Harriet Frank Jr.
Harriet Frank Jr. (Portland, 2 de março de 1923 — Los Angeles, 28 de janeiro de 2020) foi uma roteirista e produtora cinematográfica norte-americana.